# Tourais
Tourais ist eine Ortschaft und ehemalige Gemeinde in Portugal.

## Geschichte
Funde belegen eine Besiedlung durch Römer. Der heutige Ort wurde vermutlich im Zuge der Neubesiedlungen im Zusammenhang mit der mittelalterlichen Reconquista neu besiedelt. In den königlichen Erhebungen von 1258 wird Tourais bereits als eigenständige Gemeinde geführt. Es war Sitz eines eigenständigen Kreises, bis zu den Verwaltungsreformen nach der Liberalen Revolution 1822 und dem 1834 folgenden Miguelistenkrieg. In der Folge wurde der Kreis Tourais Mitte des 19. Jahrhunderts aufgelöst und Seia angegliedert.
Mit der Gebietsreform 2013 wurde Tourais mit Lajes zu einer neuen Gemeinde zusammengeschlossen.

## Verwaltung
Tourais war eine Gemeinde (Freguesia) im Kreis (Concelho) von Seia, im Distrikt Guarda. Am 30. Juni 2011 hatte die Gemeinde 1441 Einwohner auf einem Gebiet von 21,4 km².
Folgende Ortschaften liegen in der ehemaligen Gemeinde:
- Figueiredo
- Pereiro
- Pradinho
- Vila Verde
- Lapa de Tourais
- Tourais

Im Zuge der Administrative Neuordnung in Portugal wurde die Gemeinde zum 29. September 2013 aufgelöst und mit Lajes zur neuen Gemeinde União das Freguesias de Tourais e Lajes zusammengeschlossen. Sitz der neuen Gemeinde wurde Tourais.